# Кеокук
Кеокук (англ. Keokuk, Kee-O-Kuck, Осторожный Лис, 1780-е — июнь 1848 года, Оттава, Канзас) — вождь индейцев сауков.
Известно, что Кеокук родился на территории Иллинойс на реке Рок-Ривер в 1780-е гг. В молодости он проживал среди своего племени в районе современного города Пеория. Позже, как лидер племени, он стал известен как союзник белых американцев, в отличие от другого вождя, Чёрного Ястреба. В войне Чёрного Ястреба Кеокук считал войну с США невыгодной и безуспешной, он вёл переговоры с американскими властями. В конце концов, Чёрный Ястреб в 1832 году был пленён, но через год освобождён и жил до своей смерти в Айове. Кеокук же со своими людьми переехал в новую резервацию недалеко от Оттавы, штат Канзас, где умер в июне 1848 года.
Известно, что у Кеокука была жена, позже похороненная на территории округа Скайлер, Миссури, его сын возглавил племя, позже переехав в Территорию Оклахома. В честь Кеокука названы округ и город в Айове.

## Галерея

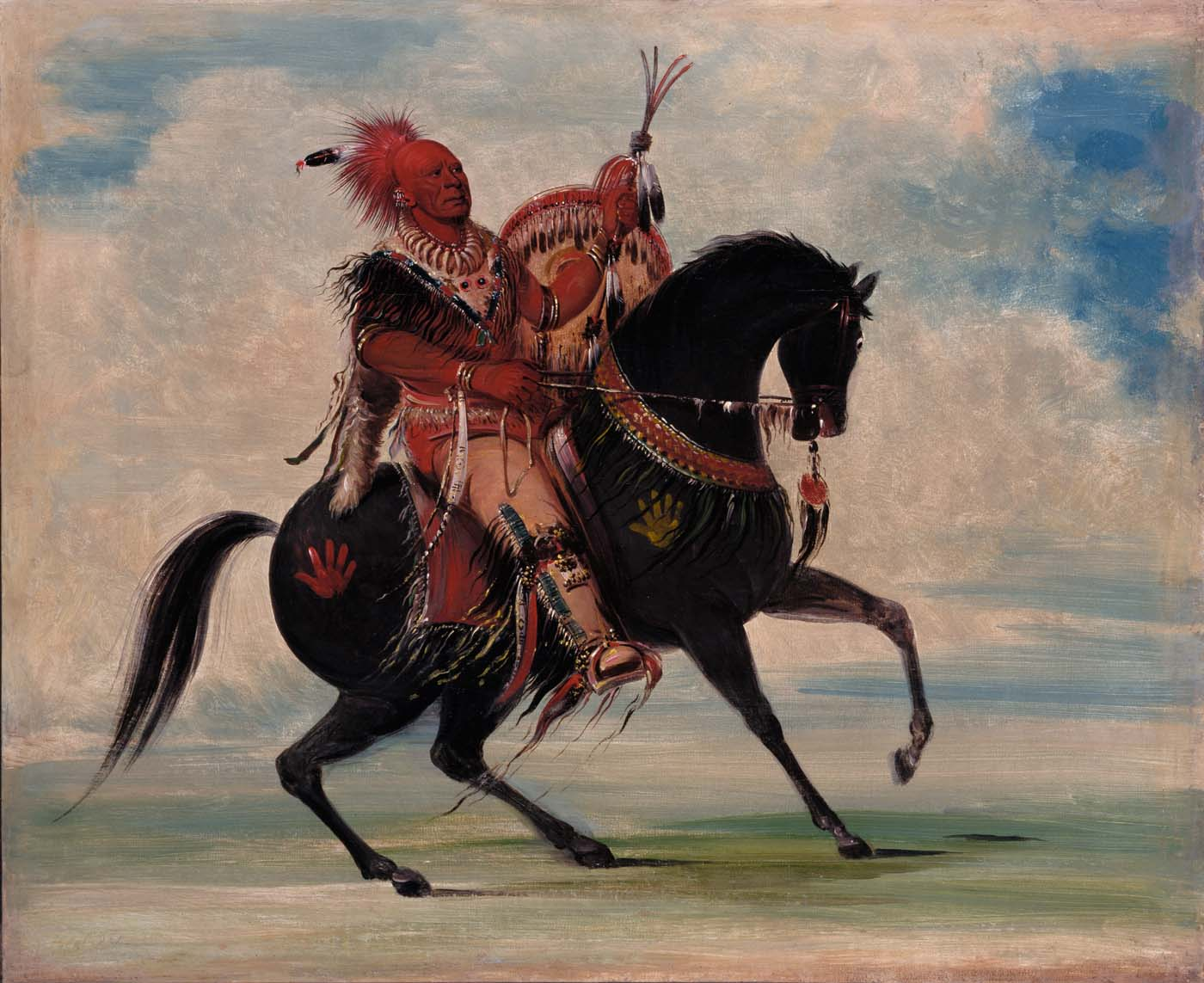
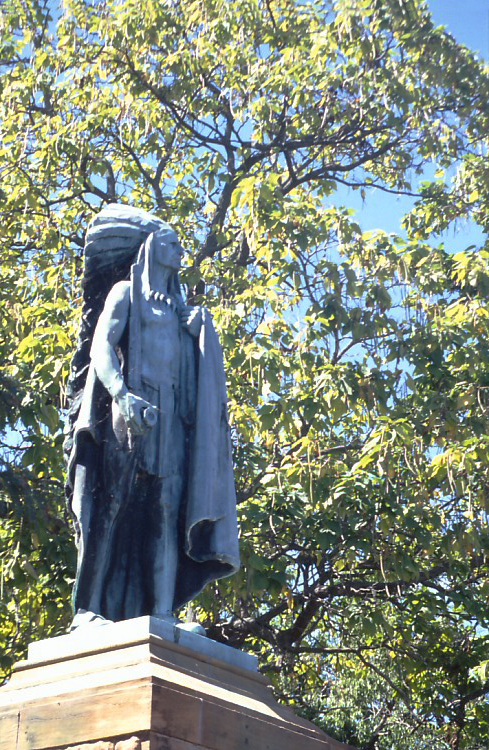
Памятник Кеокуку в Киокаке
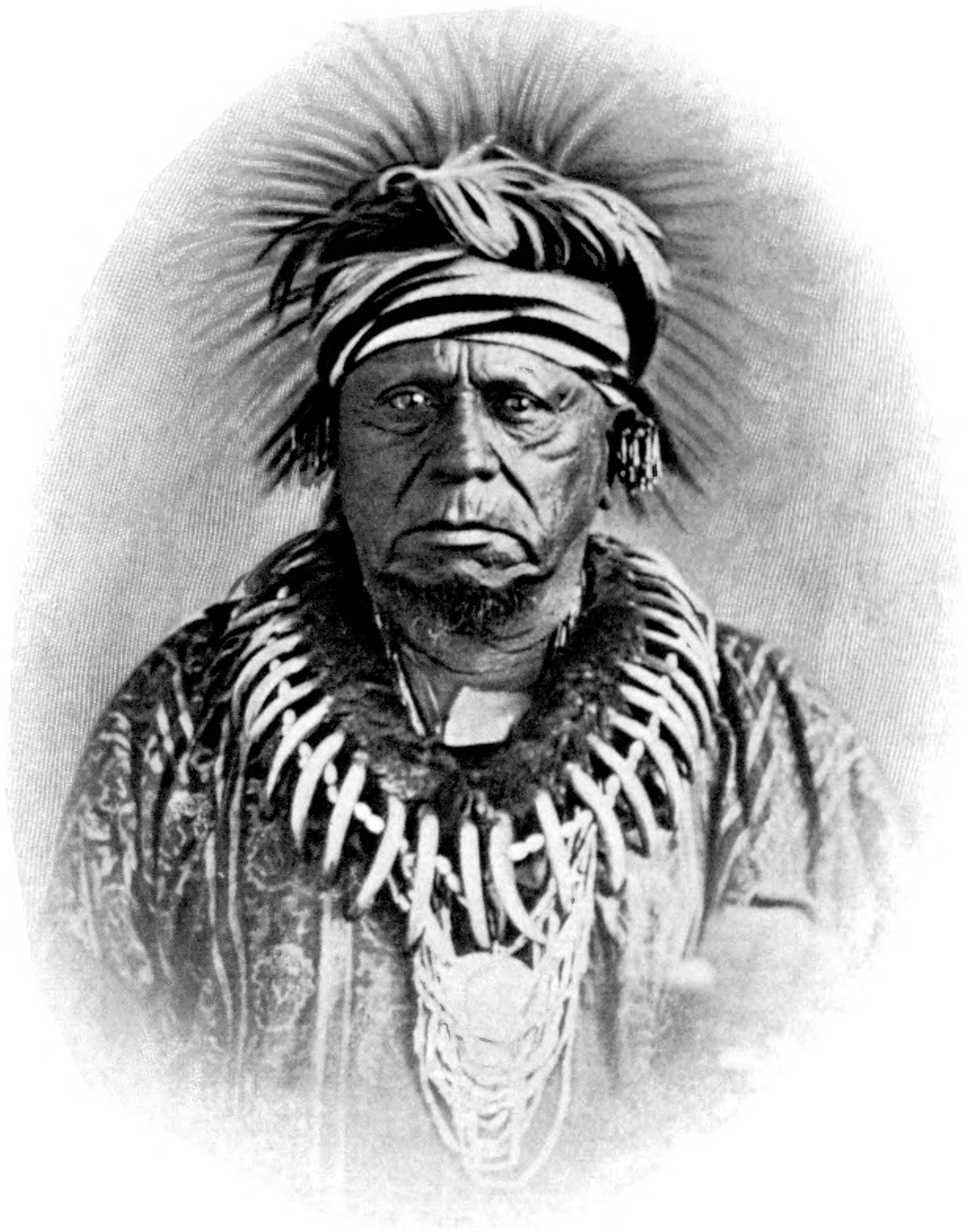
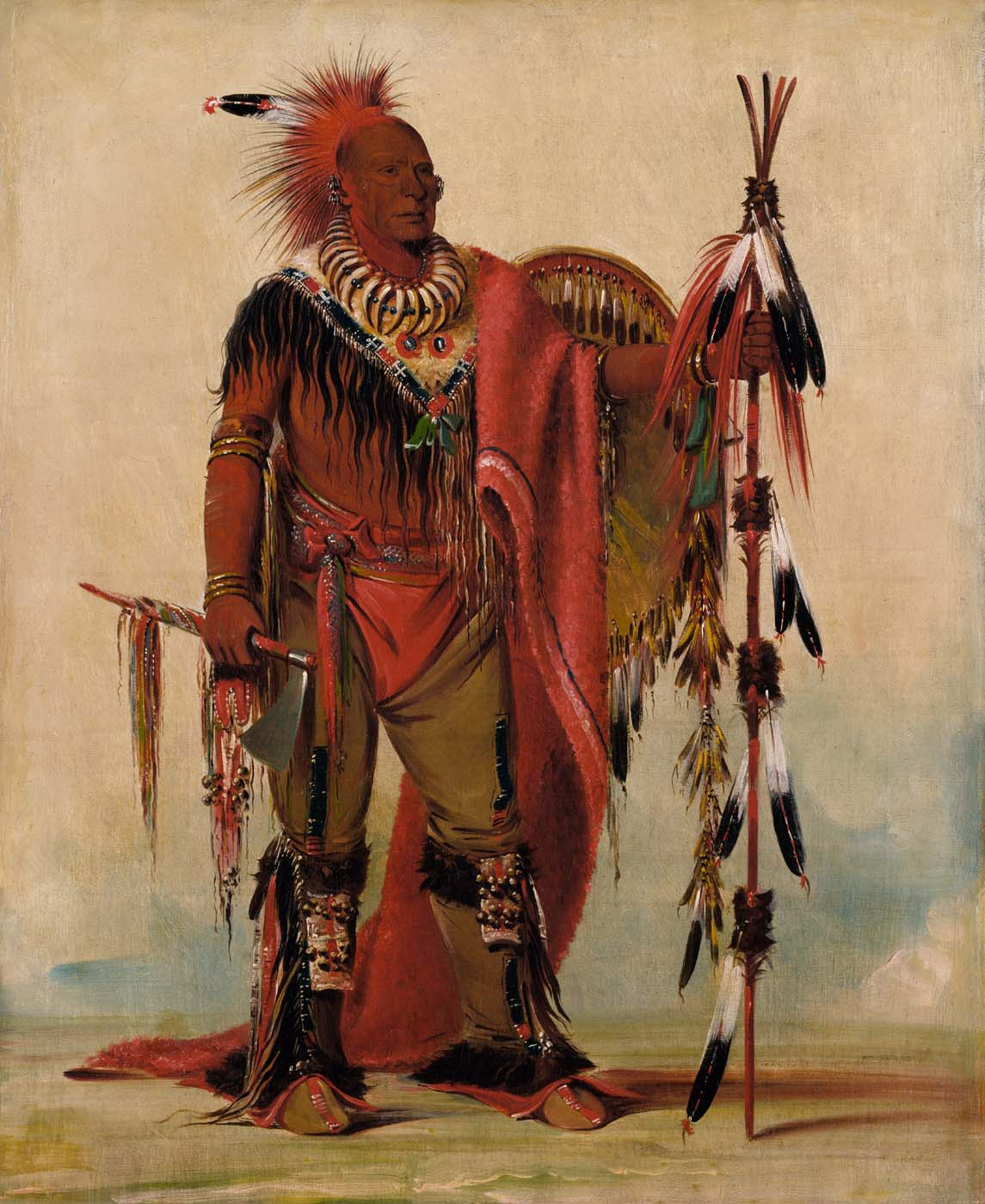